# Luis García del Moral
Dr. Luis García del Moral is een Spaans sportarts die voornamelijk in het wielrennen actief is. Hij was werkzaam bij onder meer ONCE en US Postal. In 2012 werd hij net als collega Michele Ferrari beschuldigd van het aanmoedigen van dopinggebruik en het toedienen van verboden producten als epo, testosteron en groeihormoon.

## Biografie
Luis García del Moral is een sportarts die gespecialiseerd is in medicijnen. Hij had zowel in de jaren 1990 als 2000 bij verscheidene wielerploegen de medische leiding. Verder was hij ook medisch adviseur bij voetbalclubs als FC Barcelona en Valencia CF.
Del Moral was tot 1998 in dienst bij ONCE. Nadien volgde hij wielrenner Johan Bruyneel naar US Postal. Bruyneel werd er ploegleider, Del Moral kreeg de functie van ploegdokter. Onder Del Morals medische leiding won Lance Armstrong vijf keer op rij de Ronde van Frankrijk (1999-2004). In 2012 beschuldigden tal van ex-renners van US Postal, waaronder Tyler Hamilton, George Hincapie en Floyd Landis, de Spaanse dokter en Bruyneel van het aanmoedigen van dopinggebruik. De renners lieten hun getuigenissen optekenen door het United States Anti-Doping Agency (USADA). Armstrong wordt ook beschuldig van dopinggebruik, maar werd tijdens zijn carrière nooit officieel betrapt op doping. Del Moral kreeg van de renners de bijnaam El Gato Negro (De Zwarte Kat), verwijzend naar zijn agressieve stijl.
Del Moral was ook van 1993 tot 1998 ook ploegdokter van de nationale wielerploeg van Spanje. In die periode won Spanje in het tijdrijden een gouden en zilveren medaille op de Olympische Spelen in Atlanta. In 2000 was hij ploegdokter bij de nationale wielerploeg van de Verenigde Staten. Op de Olympische Spelen in Sydney won Armstrong een bronzen medaille in het tijdrijden.
Na het uitbreken van de beschuldigingen ontkende FC Barcelona ooit met Del Moral te hebben samengewerkt.